# Lasioglossum subfratellum
Lasioglossum subfratellum är en biart som först beskrevs av Blüthgen 1934.  Lasioglossum subfratellum ingår i släktet smalbin, och familjen vägbin. Inga underarter finns listade i Catalogue of Life.